# Crăciunul în Polonia

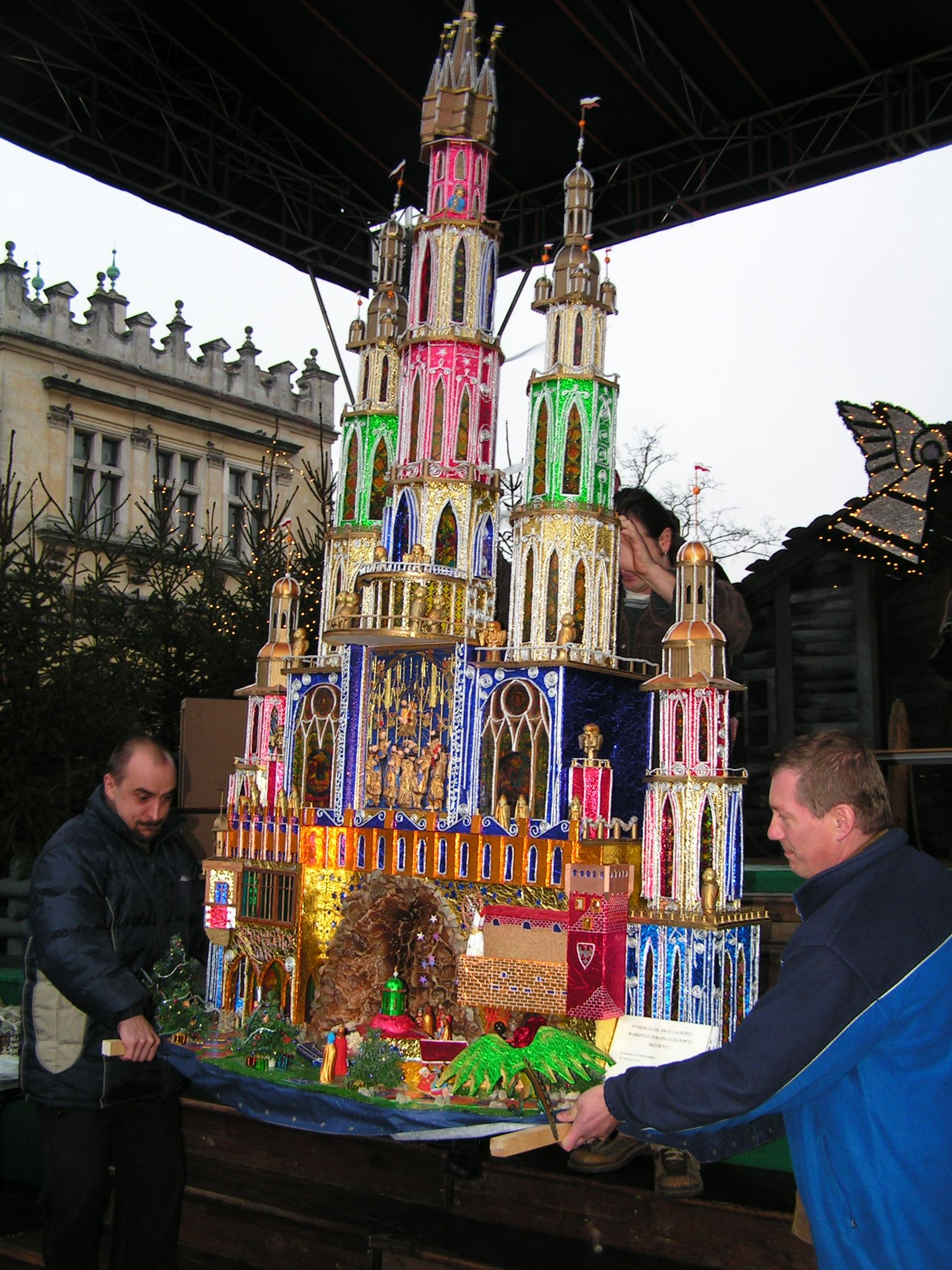
Scenă tradițională a Nașterii (poloneză: szopka krakowska) în Piața Principală din Cracovia în timpul unui concurs de szopka organizat în prima zi de marți a lunii decembrie

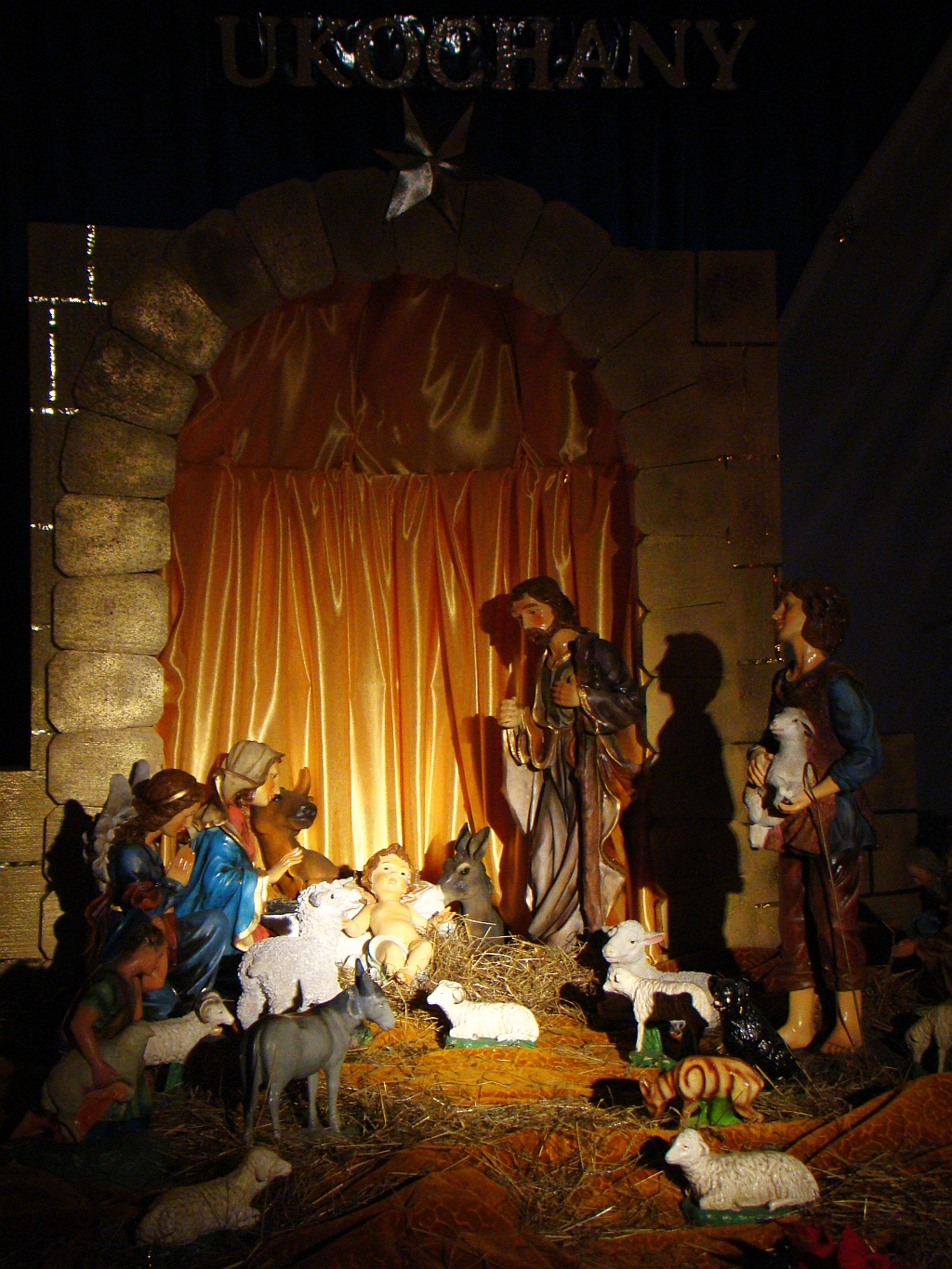
Scenă cu Nașterea Domnului dintr-o biserică din Sanok.

Crăciunul (poloneză: Boże Narodzenie, Narodzenie Pańskie) în Polonia este o sărbătoare principală anuală, la fel ca în majoritatea statelor creștine. Crăciunul a fost introdus odată cu apariția creștinismului în Polonia, sărbătoarea dezvoltându-se treptat de-a lungul secolelor, începând din cele mai vechi timpuri. Vechile obiceiuri păgâne s-au combinat cu obiceiurile religioase importate odată cu creștinarea Poloniei de către Biserica Romano-Catolică. Printre influențele târzii se numără pătrunderea unor tradiții locale și a diverselor culturi populare. Spre deosebire de multe alte țări creștine, Sfântul Nicolae (Święty Mikołaj) nu joacă un rol major în Crăciunul serbat în Polonia, dar în schimb, este celebrată ziua acestui sfânt din 6 decembrie.

## Postul Crăciunului
Printre sarcinile speciale efectuate de polonezi în casele lor în timpul Adventului (un timp de așteptare pentru sărbătorirea Nașterii lui Iisus) se numără și coacerea unor turte dulci de Crăciun numite piernik, precum și realizarea unor decorațiuni de Crăciun. Piernikii pot avea diferite forme, cum ar fi inimi, animale sau reprezentări ale Sf. Nicolae. Printre decorațiunile vechi tradiționale se numără stele realizate manual, coji de ouă decorate, ghirlande colorate de hârtie etc.
Pomii de Crăciun sunt decorați și luminați în locuințele oamenilor în ziua de Ajunul Crăciunului. Alți pomi sunt așezați în majoritatea zonelor publice și în afara bisericilor. În mod tradițional, pomii de Crăciun sunt decorați cu globuri de sticlă, ghirlande, ornamente făcute în casă, inclusiv mere roșii strălucitoare, nuci, diferite forme împachetate de ciocolată și cu lumânări. În partea superioară a pomului se pune o stea sau un alt obiect strălucitor. În multe case sunt agățate artificii pe crengile pomilor pentru realizarea unei ambianțe de iarnă. Uneori, pomii sunt ținuți până la 2 februarie, sărbătoarea Sf. Maria de aprindere a lumânărilor.
De la Postul Crăciunului și până la Bobotează (botezul lui Isus din 6 ianuarie), gwiazdory sau purtătorii de stele umblă prin sate. Unii dintre aceștia cântă colinde, alții recită versete, dau spectacole de marionete (szopki) sau fac Scene cu Nașterea (herody). Ultimele două sunt inspirate de scenele tradiționale cu Nașterea Domnului numite Jaselka (pătuț). O tradiție unică în Polonia este schimbul de "opłatek⁠(pl)[traduceți]", o plăcintă subțire pe care este presată o imagine sfântă. În trecut, oamenii mergeau cu aceste plăcinte din casă în casă și le urau vecinilor un Crăciun fericit. În prezent, acestea sunt împărțite de obicei cu membrii familiei și cu vecinii mai apropiați înainte de cina din Ajunul Crăciunului (cină numită Wigilia⁠(pl)[traduceți] în limba poloneză). În timp ce fiecare împarte bucăți de opłatek altor persoane, aceștia ar trebui să se ierte reciproc pentru orice incident care a avut loc pe parcursul anului trecut si își doresc fericire în anul care vine.

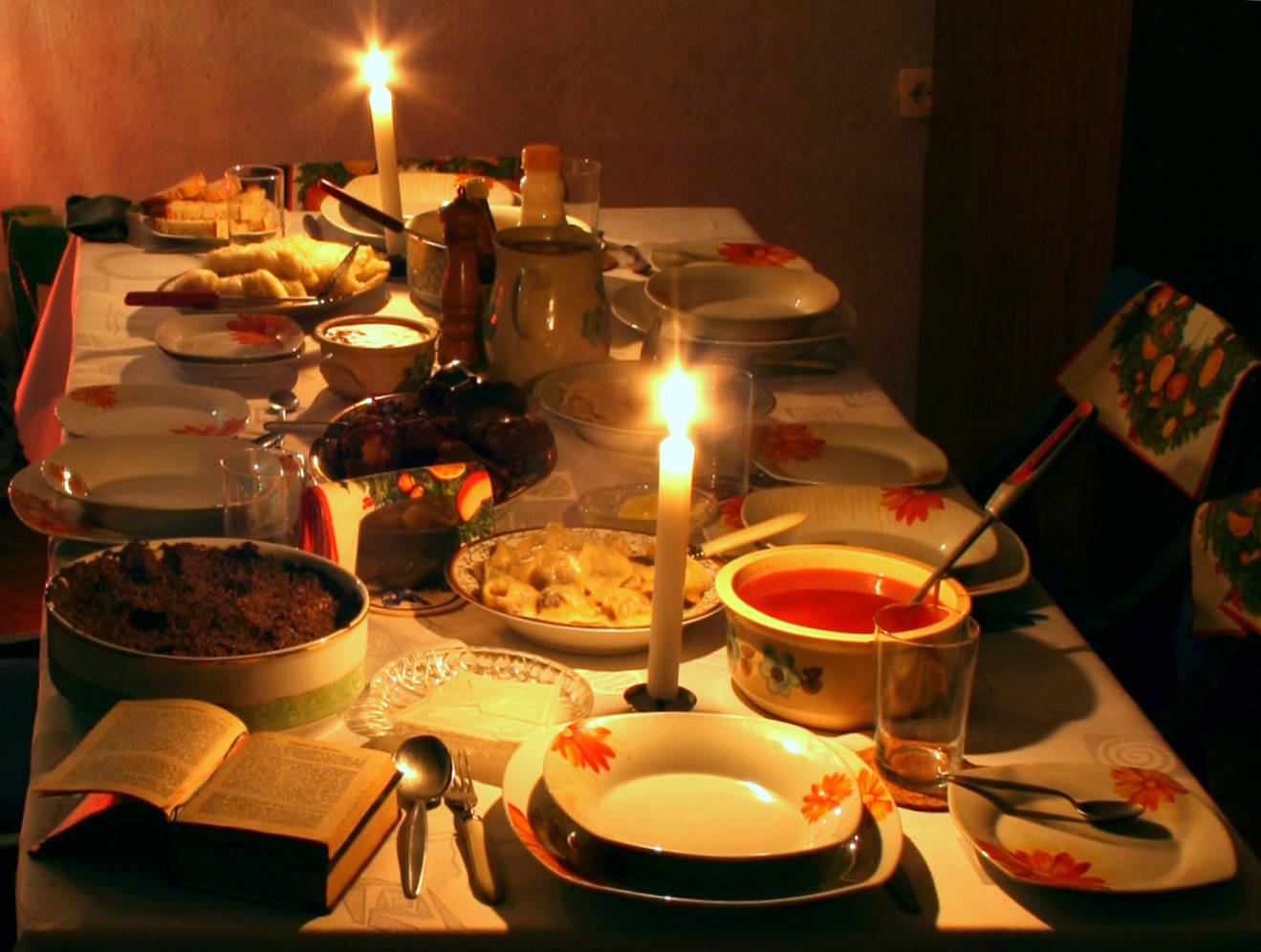
Cina din Ajunul Crăciunului.

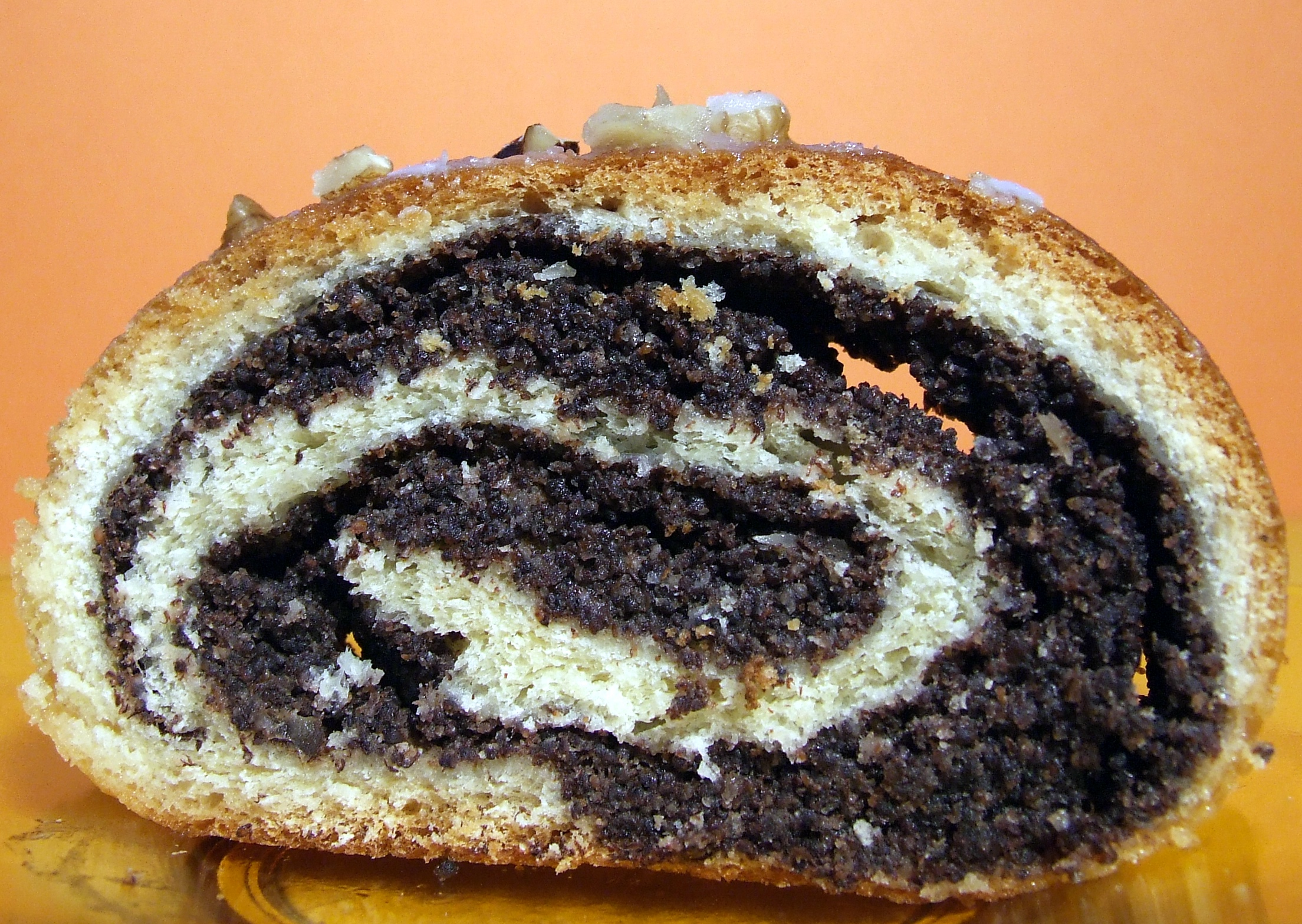
Rulada cu mac (makowiec)

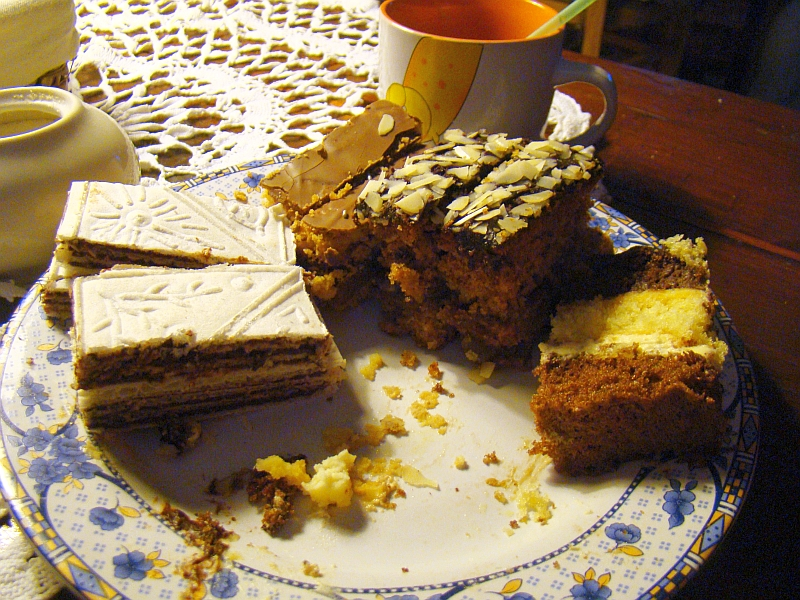
Desertul din Ajunul Crăciunului

## Wigilia, cina din Ajunul Crăciunului
În Polonia, Ajunul Crăciunului este inițial o zi de post, apoi, seara, de ospăț. Festinul Wigilia începe la apariția primei stele. Nu se sevește carne roșie, doar pește, de obicei, crap. Cina, care include multe feluri de mâncăruri și deserturi tradiționale, poate dura uneori mai mult de două ore. Acesta este urmată de schimbul de cadouri. Ziua următoare, ziua de Crăciun, este de obicei petrecută cu vizite la prieteni. În tradiția poloneză, de Crăciun oameni combină religia cu apropierea familiară. Deși oferirea cadourilor joacă un rol important în ritualurile de Crăciun, accentul este pus mai mult pe pregătirea unor produse alimentare speciale și a decorațiunilor.
În noaptea Ajunului, este foarte important aspectul apariției primei stele pentru începerea festinului. Prima stea de pe cer amintește de Steaua de la Betleem. Acesteia i-a fost dat un nume afectuos de "micuța stea" sau Gwiazdka (omologul feminin al Sf. Nicolae). În această seară, copii se uită pe cer cu nerăbdare, fiecare sperând să fie primul care să strige "steaua a venit!" Numai după ce apare, membrii familiei se așează la masă.
Conform tradiției, se pun bucăți de fân sub fața de masă ca amintire a faptului că Hristos s-a născut într-o iesle. Se pot pune și bani sub fața de masă pentru fiecare oaspete, pentru a-i aduce prosperitate în anul care vine. Uneori se practică superstiția că trebuie neapărat să fie un număr par de persoane la masă. În multe case - un loc gol așezat simbolic la stânga mesei este simbolul Pruncului Isus sau al unui pribeag singuratic înfometat sau o rudă decedată care ar trebui să vină la masă.
Cina începe cu ruperea plăcintelor (opłatek). Toată lumea de la masă rupe o bucată și o mănâncă ca pe un simbol al unității lor cu Hristos. Ei împărtășesc apoi o bucată cu fiecare membru al familiei. O altă tradiție este aceea ca la Wigilia să se servească douăsprezece feluri diferite de mâncare, simbolizând cei Doisprezece Apostoli, sau uneori, un număr impar de feluri de mâncare pentru a avea noroc (de obicei, cinci, șapte sau nouă).
O masă tradițională de Crăciun în Polonia include crap prăjit și borș (de obicei supă de sfeclă roșie) cu uszka (ravioli). Crapul este o componentă principală a mesei Ajunul Crăciunului în Polonia, servindu-se file de crap, piftie de crap etc. Alimentele poloneze de Crăciun includ pierogi precum și unele preparate de hering, iar pentru desert, makowiec sau fidea cu semințe de mac. Adesea, se servește ca băutură un compot de fructe uscate (prune, mere, pere).
După cină, restul serii este petrecut spunând povești și cântând în jurul bradului de Crăciun. În unele zone ale țării, copiilor li se spune că micuța stea le aduce daruri. După ce darurile sunt despachetate, colindătorii pot merge din casă în casă pentru a primi bunătăți. Moșul care aduce cadouri copiilor este numit diferit în funcție de regiune: Dzieciątko - Nou-născut (Silezia Superioară), Aniołek - Înger (Galiția) sau Gwiazdor (Wielkopolska, Cuiavia, Pomerania). Polonezii din Kresy (ținuturile din Ucraina, Belarusia și Lituania) îl numesc Dziadek Mróz. 
Ajunul Crăciunului se încheie cu Pasterka, mesa de la miezul nopții de la biserica locală. Tradiția comemorează sosirea celor Trei Înțelepți la Betleem și plata lor ca semn de mărturie și respect pentru nou-născutul Mesia. Obiceiul de a se ține liturghie în noaptea de Crăciun a fost introdus în bisericile creștine după a doua jumătate a secolului al V-lea. În Polonia, obiceiul s-a încetățenit odată cu introducerea creștinismului.

## Kolędy, colinde de Crăciun
Colindele de Crăciun sunt cântate în Polonia după Liturghia de Crăciun. Sezonul de Crăciun ține de obicei până la 2 februarie. Primele imnuri cântate în Biserica Romano-Catolică au fost aduse în Polonia de către frați franciscani în Evul Mediu. Primele cântece de Crăciun au fost în latină la origine. Când cuvintele și melodiile poloneze au început să devină populare, acestea nu au fost scrise inițial, ci mai degrabă au fost învățate pe de rost de oameni. Multe dintre aceste colinde timpurii poloneze au fost adunate în anul 1838 de către Rev. Mioduszewski⁠(pl)[traduceți] într-o carte numită Pastorałki i Kolędy z Melodiami.